# Home Nations Championship 1886
Die Ausgabe 1886 des Turniers Home Nations Championship in der Sportart Rugby Union (das spätere Five Nations bzw. Six Nations) fand vom 2. Januar bis zum 13. März statt. Das Spiel zwischen Wales und Irland konnte nicht durchgeführt werden. Daraufhin wurden Schottland und England, die unbesiegt geblieben waren, zu Turniersiegern erklärt.

## Teilnehmer
| Land       | Stadion           | Stadt      | Kapitän                        |
| ---------- | ----------------- | ---------- | ------------------------------ |
| England    | Rectory Field     | Blackheath | Charles Marriott               |
| Irland     | Lansdowne Road    | Dublin     | Meredith Johnston / John Ross  |
| Schottland | Raeburn Place     | Edinburgh  | John Brown                     |
| Wales      | Cardiff Arms Park | Cardiff    | Charlie Newman / Frank Hancock |

## Tabelle
|    | Land       | Spiele | Siege | Unent. | Ndlg. | Spiel- punkte | Diff. | Tabellen- punkte |
| -- | ---------- | ------ | ----- | ------ | ----- | ------------- | ----- | ---------------- |
| 1. | Schottland | 3      | 2     | 1      | 0     | 6:0           | + 6   | 5                |
| 1. | England    | 3      | 2     | 1      | 0     | 1:1           | ± 0   | 5                |
| 3. | Wales      | 2      | 0     | 0      | 2     | 1:3           | − 2   | 0                |
| 4. | Irland     | 2      | 0     | 0      | 2     | 0:4           | − 4   | 0                |

## Ergebnisse
Für das Spielergebnis zählte die Anzahl erzielter Tore. Ein Tor wurde für eine erfolgreiche Erhöhung nach einem Versuch oder für ein Dropgoal gegeben. Endete das Spiel unentschieden nach Anzahl der Tore, zog man die nicht erhöhten Versuche hinzu, um einen Gewinner zu ermitteln. Gab es danach immer noch keinen eindeutigen Sieger, so trennten sich beide Teams unentschieden.
Ergebnisnotation: 
 T = Try (Versuch); G = Goal (Tor nach Versuch); D = Dropgoal
(in Klammern die Anzahl erzielter Tore)
| 2. Januar 1886 | England                                      | 2T 1G : 1G    | Wales                                | Rectory Field, Blackheath Zuschauer: 6.000 Schiedsrichter: Francis Moore (Irland) |
| 2. Januar 1886 | Versuche: Wade Wilkinson Dropgoals: Stoddart | (1:1) Bericht | Versuche: Stadden Erhöhungen: Taylor | Rectory Field, Blackheath Zuschauer: 6.000 Schiedsrichter: Francis Moore (Irland) |

| 9. Januar 1886 | Wales | 0 : 2G 1T     | Schottland                                             | Cardiff Arms Park, Cardiff Schiedsrichter: Francis Moore (Irland) |
| 9. Januar 1886 |       | (0:2) Bericht | Versuche: Clay Tod Andrew Wauchope Erhöhungen: MacLeod | Cardiff Arms Park, Cardiff Schiedsrichter: Francis Moore (Irland) |

| 6. Februar 1886 | Irland | 0 : 1T        | England             | Lansdowne Road, Dublin Schiedsrichter: Richard Mullock (Wales) |
| 6. Februar 1886 |        | (0:0) Bericht | Versuche: Wilkinson | Lansdowne Road, Dublin Schiedsrichter: Richard Mullock (Wales) |

| 20. Februar 1886 | Schottland                                                                                      | 3G 2T 1D : 0  | Irland | Raeburn Place, Edinburgh Schiedsrichter: George Hill (England) |
| 20. Februar 1886 | Versuche: McFarlan Morrison (2) Andrew Wauchope Erhöhungen: McFarlan (3) Dropgoals: Grant-Asher | (4:0) Bericht |        | Raeburn Place, Edinburgh Schiedsrichter: George Hill (England) |

| 13. März 1886 | Schottland    | 0 : 0 | England | Raeburn Place, Edinburgh Schiedsrichter: Herbert Cook (Irland) |
| 13. März 1886 | (0:0) Bericht |       |         | Raeburn Place, Edinburgh Schiedsrichter: Herbert Cook (Irland) |